# Еліа Бенедеттіні
Еліа Бенедеттіні (італ. Elia Benedettini; нар. 22 червня 1995, Борго-Маджоре, Сан-Марино) — санмаринський футболіст, воротар італійського клубу «Чезена» та національної збірної Сан-Марино.

## Клубна кар'єра
Свою професійну кар'єру у футболі Еліа Бенедеттіні починав у клубі з міста Серравалле «Сан-Марино Кальчо», що грає у Серії D чемпіонату Італії. Через рік він перейшов до клубу «Чезена» але в основі воротар так і не зіграв і вже наступного року став гравцем клубу «П'янезе», з яким у Серії D провів 46 матчів.
У 2016 році Бенедеттіні уклав контракт з клубом «Новара», у складі якого пограв у Серії В та Серії С.
У січні 2021 року воротар повернувся до «Чезени».

## Збірна
З 2010 року Еліа Бенедеттіні грав у юнацьких та молодіжній збірних Сан-Марино. 27 червня 2015 року у матчі відбору до Євро 2016 проти команди Словенії Бенедеттіні дебютував у національній збірній Сан-Марино. З того часу він є постійним гравцем основи.

## Особисте життя
Дядько Еліа П'єрлуїджді Бенедеттіні в минулому професійний футболіст, який грав на позиції воротаря. З 1986 по 1995 роки захищав колькори збірної Сан-Марино. Молодший брат Еліа Сімоне Бенедеттіні також є воротарем збірної своєї країни.